# Karel Beneš (1881–1941)

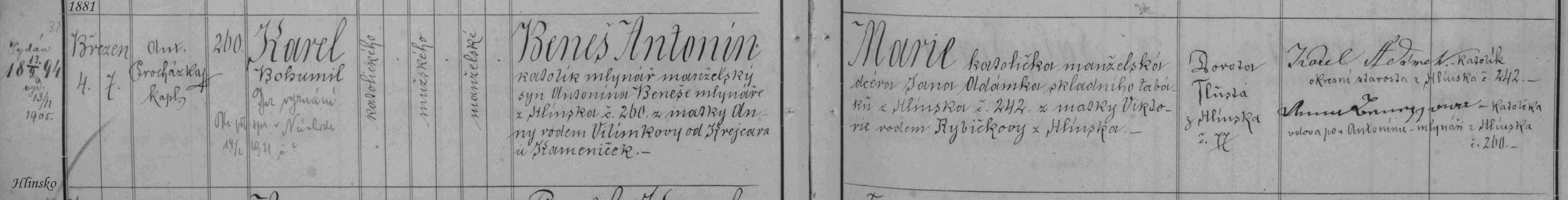
matriční zápis o narození a křtu Karla Beneše (matrika N index N 1874–1894 Hlinsko (SOA Zámrsk))

Karel Beneš, křtěný Karel Bohumil (4. března 1881 Hlinsko – 3. června 1941 tamtéž) byl český malíř, kreslíř a pedagog.

## Život
Narodil se v Hlinsku do rodiny mlynáře Antonína Beneše. Již od školních let se u něho projevoval talent a láska k malířství. Po absolvování obecné školy, gymnázia a reálky v Chrudimi se rozhodl i z finančních důvodů pro studijní obor učitelství pro střední školy. Studium absolvoval na Uměleckoprůmyslové škole v Praze u prof. E. K. Lišky, K.V. Maška, J. Preislera a H.Jakesche. Během studia se vracel do Hlinska za rodinou a též aby zde získával inspirace ze zdejší krajiny. Po studiu působil jako středoškolský profesor Praze, Příbrami, Roudnici a od roku 1911 na reálném gymnáziu v Náchodě. Po skončení učitelské služby se Beneš navrátil do Hlinska, kde mimo jiné vytvořil mnoho maleb, kreseb i perokreseb.
Pro Hlinsko byla přínosem jeho práce na fasádách dnes již zničených domů, zpracovával sletové plakáty, soubory pohlednic, tužkou nakreslené venkovské motivy s převládajícími chalupami, dále kapličky a kostelíky. Zemřel v Hlinsku roku 1941.

## Výstavy

### Společné
- 1936 – 54. členská výstava Sdružení výtvarníků v Praze, Obecní dům (Reprezentační dům obce pražské), Praha
- 1971 - České malířství konce 19. a začátku 20. stol. ze sbírek Okresní galerie v Náchodě, Galerie výtvarného umění v Náchodě, Náchod

## Galerie

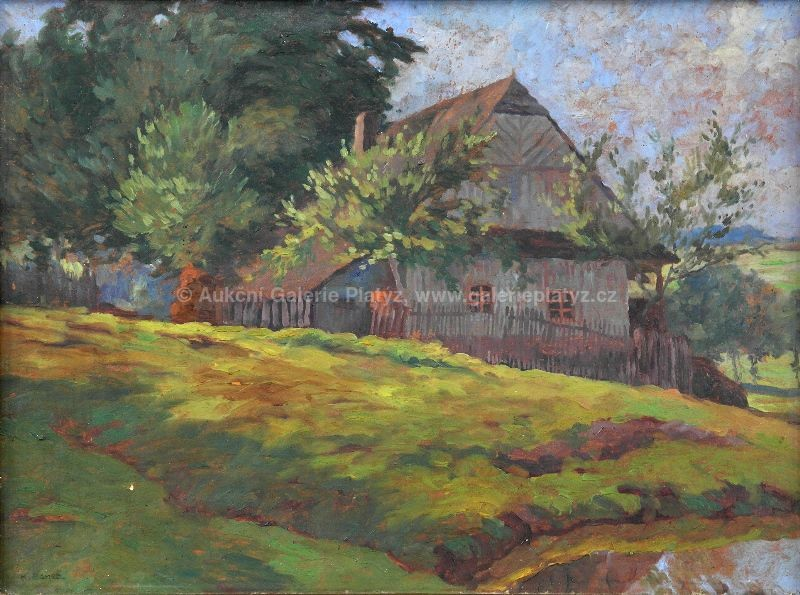
Chaloupka
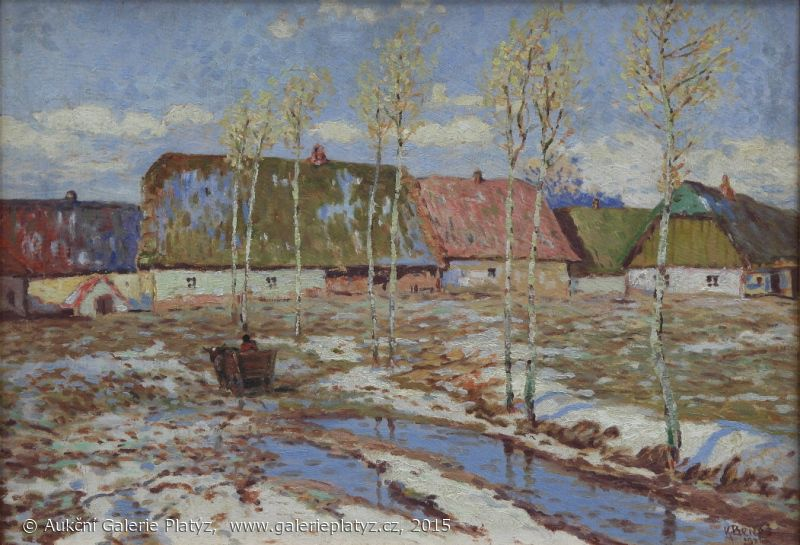
Tání (1922)
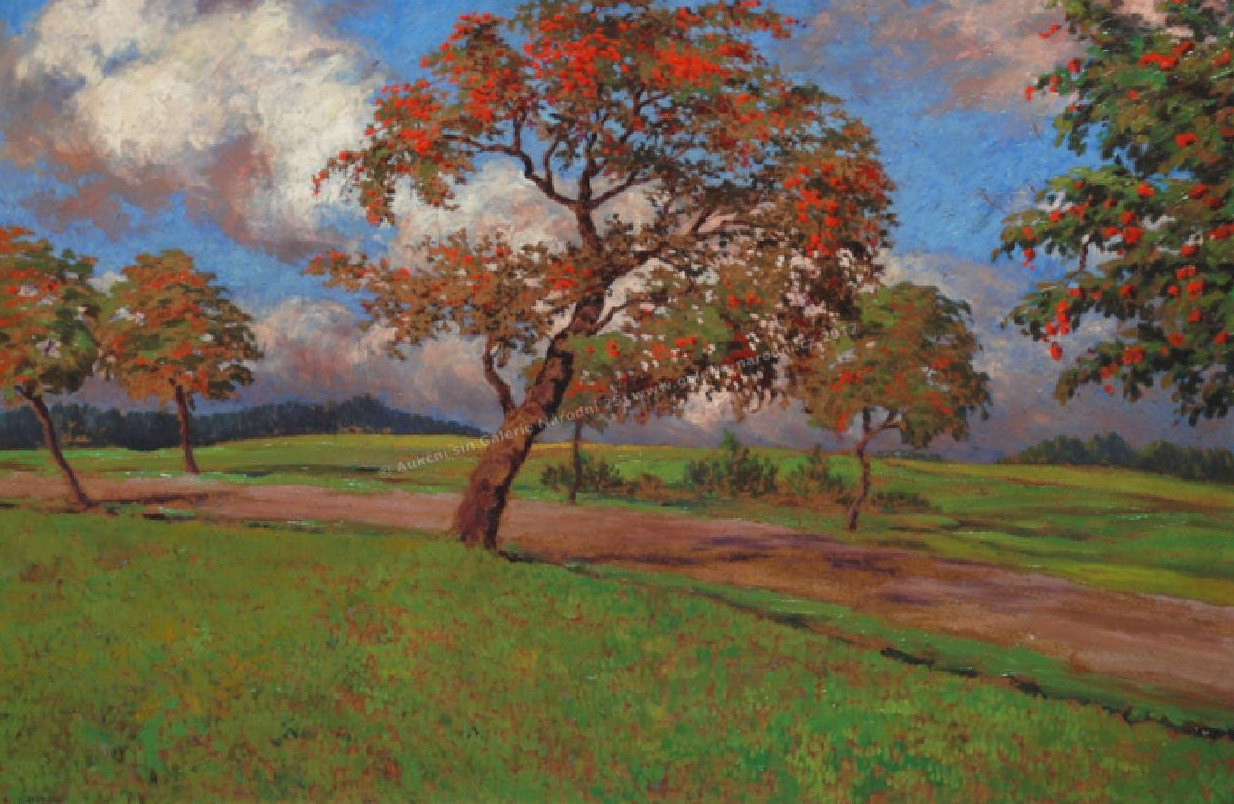
Rozkvetlé stromy u cesty
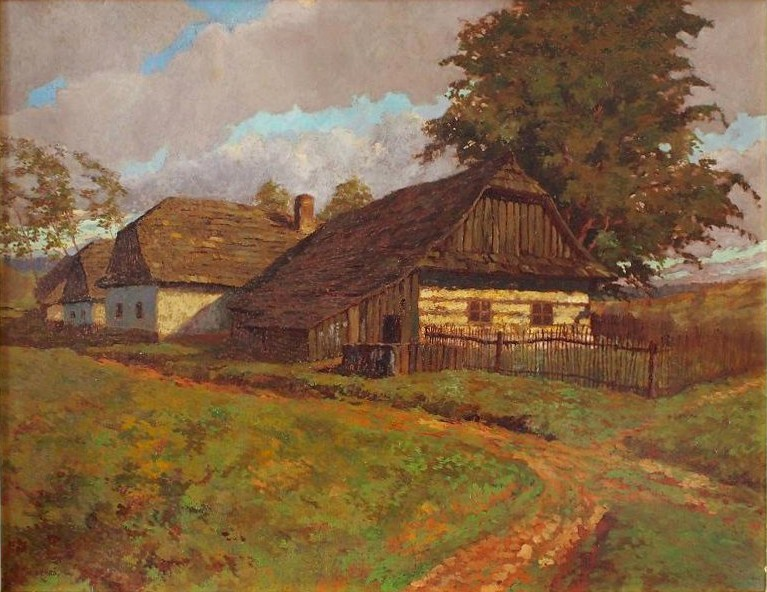
Chalupy v Kameničkách
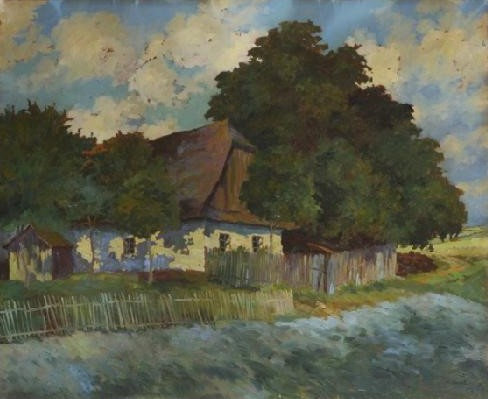
Chalupa na Čertovině